# 灰細棘鰕虎魚
灰細棘鰕虎魚，为輻鰭魚綱鰕虎鱼目虾虎鱼亚目鰕虎鱼科的其中一種，該物種分布於亞洲印度沿岸半鹹水區域，體長可達8公分。

## 扩展阅读
維基物種上的相關：灰細棘鰕虎魚